# Halowe Mistrzostwa Świata w Lekkoatletyce 1987 – skok o tyczce mężczyzn
Skok o tyczce mężczyzn – jedna z konkurencji technicznych rozgrywanych podczas halowych mistrzostw świata w hali Hoosier Dome w Indianapolis. Rozegrano od razu finał 8 marca 1987. Zwyciężył reprezentant Związku Radzieckiego Serhij Bubka, który tym samym obronił tytuł zdobyty na światowych igrzyskach halowych w 1985.

## Rezultaty

### Finał
W konkursie wzięło udział 15 skoczków.
Opracowano na podstawie materiału źródłowego.
| Miejsce | Zawodnik           | Wynik | Uwagi       |
| ------- | ------------------ | ----- | ----------- |
| 1       | Serhij Bubka       | 5,85  | CR          |
| 2       | Earl Bell          | 5,80  |             |
| 3       | Thierry Vigneron   | 5,80  |             |
| 4       | Ferenc Salbert     | 5,80  |             |
| 5       | Marian Kolasa      | 5,75  |             |
| 6       | Atanas Tyrew       | 5,70  | =           |
| 7       | Nikołaj Nikołow    | 5,60  |             |
| 8       | Doug Lytle         | 5,60  |             |
| 9       | Rodion Gataullin   | 5,60  |             |
| 10      | Gianni Stecchi     | 5,50  | [ 1 ] [ 2 ] |
| 11      | Javier García      | 5,40  |             |
| 12      | Liang Xueren       | 5,40  |             |
| 13      | Hermann Fehringer  | 5,30  |             |
| 13      | Asko Peltoniemi    | 5,30  |             |
| –       | Antonio Montepeque | NM    |             |